# Madžarevo
Madžarevo är en ort i Kroatien.   Den ligger i länet Varaždin, i den nordöstra delen av landet, 50 km nordost om huvudstaden Zagreb. Madžarevo ligger 205 meter över havet och antalet invånare är 935.
Terrängen runt Madžarevo är kuperad åt sydväst, men åt nordost är den platt. Runt Madžarevo är det ganska glesbefolkat, med 48 invånare per kvadratkilometer. Närmaste större samhälle är Varaždin, 15,4 km norr om Madžarevo. Omgivningarna runt Madžarevo är en mosaik av jordbruksmark och naturlig växtlighet.